# ナシルディン・イサノフ
ナシルディン・イサノフ（1943年11月7日 - 1991年11月29日）は、キルギス共和国の政治家。ソ連末期、キルギスの副大統領、首相を務め、大統領選に出馬したが、アスカル・アカエフに敗れた。

## 経歴
ナウカツキー地区コク・ベリ村出身。MISI（1966年）、アルマ・アタ高等党学校を卒業。
- 1960年～1961年 - トラスト「モスジルストロイ」の労働者
- 1966年～1970年 - トラスト「オシゴルストロイ」の職長、監督、区域長、主任技師
- 1970年～1974年 - 党オシ州委員会の教官、「ナルィンギドロエネルゴストロイ」党委員会書記
- 1974年～1983年 - コムソモールオシ州委員会第一書記、キルギス・コムソモール中央委員会の課副主任、主任
- 1983年～1986年 - キルギス建設相
- 1986年～1988年 - キルギス国家建設委員会第一副議長
- 1988年～1991年 - イスィク・クラ州執行委員会議長
- 1990年12月～1991年1月 - キルギス副大統領
- 1991年1月～11月 - 首相

第12期キルギスタン最高会議代議員。最高会議選出の大統領選に出馬し、1990年10月27日、決選投票において、アスカル・アカエフに敗れた。
1991年11月29日、不可解な自動車事故により死亡。この際、同乗していた運転手、警護員、ビジネスマンのB.ビルンシュテインは無傷で、事故直後にビルンシュテインはキルギスを離れた。

## パーソナル
妻帯、1男1女を有する。
経済科学準博士。キルギスタン工学アカデミー会員。
労働赤旗勲章、「名誉記章」勲章を受章。